# دنيس ميخائيل لونش
دنيس ميخائيل لونش (بالإنجليزية: Dennis maeheail)‏ هو شخصية أعمال أمريكي، ولد في 20 أغسطس 1969 في هيكسفيلي في الولايات المتحدة.

## وصلات خارجية
- الموقع الرسمي